# Imbracciatura

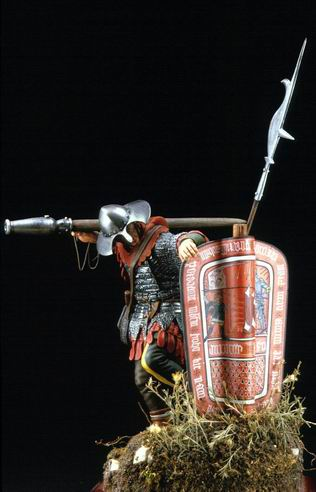
Scudo pavese

La imbracciatura era un elemento dell'arma difensiva costituita da un grande scudo in legno, ricoperto di cuoio, fissato al braccio sinistro tramite cinghie, atto a coprire il più possibile la persona. L'imbracciatura dello scudo da parata era in ferro forgiato e modellato mediante martellatura. L'imbracciatura è anche indicata con i termini Targone, Pavese, Tavolaccio.

## Il Pavese
Il Pavese deriverebbe il suo nome dalla città di Pavia, dove sarebbe stato inventato, o piuttosto ripristinato l'uso, che pare risalga all'età degli Egiziani. Il Pavese era di per sé pesante e di scarsa manovrabilità, tanto da dover essere trasportato a dorso di mulo e gestito da uno specifico addetto, il "palvesario"

## Il Targone
«Il targone è uno strumento di tavola grossa un quindicesimo di braccio, lungo un braccio e due terzi in circa, che si maneggia per mezzo di due manichi...»: questa è la descrizione (di Camillo Ranieri Borghi, autore della Oplomachia Pisana del 1713) dello strumento offensivo permesso nel Gioco del Ponte ed impiegato per percuotere, di punta e di taglio, il capo, le braccia e il petto degli avversari e per spingerli all'indietro. Il Targone deriva probabilmente dal "targe", lo scudo degli Highlanders, in legno di larice ricoperto di cuoio, delle dimensioni di 50–60 cm di diametro, con impugnatura (imbracciatura) centrale.

## Il Tavolaccio

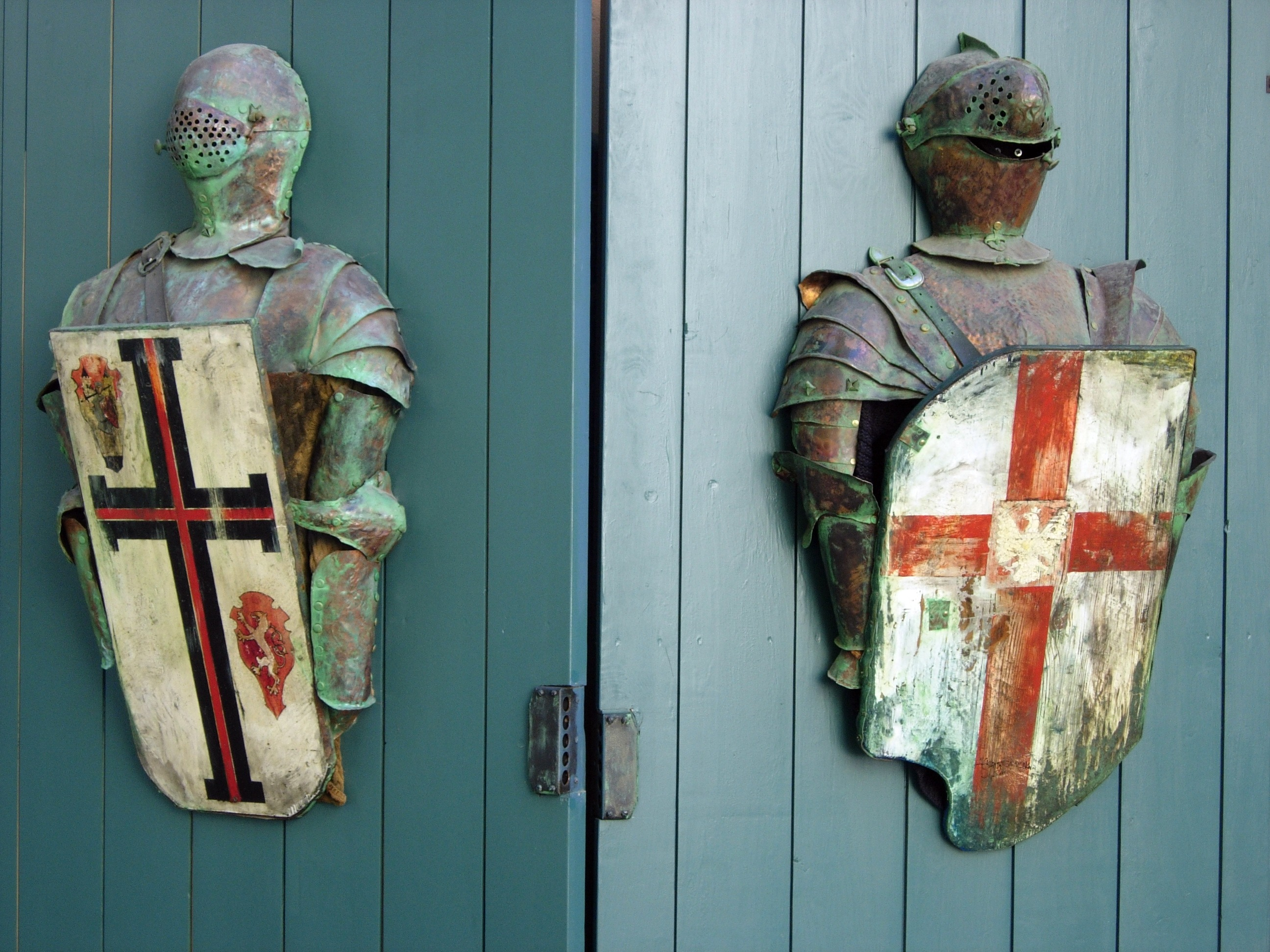
Scudi

Era lo scudo usato dalle fanterie comunali italiane nel XIII secolo: inginocchiandosi dietro il tavolaccio (che misurava circa 1,20 cm), i soldati riuscivano a nascondere per intero la propria persona dalle frecce dei nemici. Per trovare l'antenato del tavolaccio da fante, occorre risalire allo scutum del legionario romano, che veniva per lo più usato per la famosa difesa a testuggine.

## L'imbracciatura nei duelli
Oltre alla rotella alla milanese (o rotella da pugno), più simile all'imbracciatura, nei duelli vi era un altro sistema di avere una imbracciatura: quello di avvolgere la cappa intorno al braccio, in modo tale da difendersi dai colpi di spada.